# Refracción atmosférica

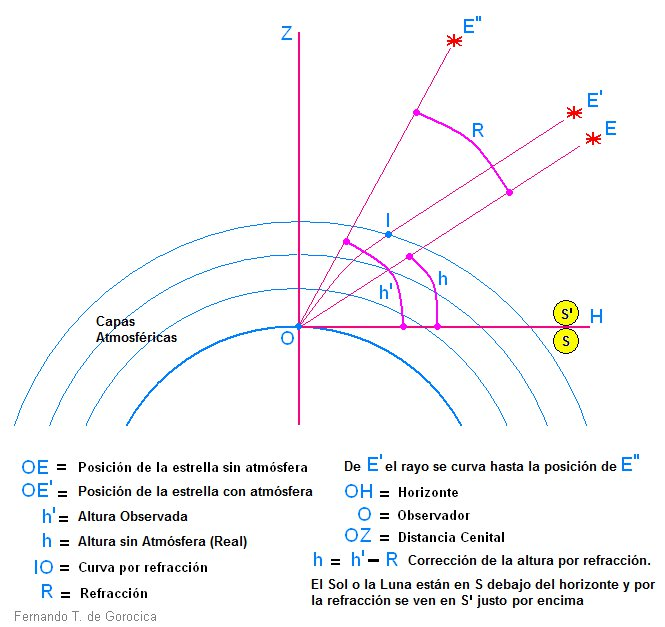
Diagrama que muestra el desplazamiento de la imagen del Sol al amanecer o al atardecer. Cuando el limbo inferior del Sol (*) toca el horizonte del mar realmente ya no está allí. Lo que estamos viendo es su imagen refractada en S', y la estrella ya está completamente bajo nuestro horizonte, en S.

La refracción atmosférica es la desviación de la luz u otra onda electromagnética de una línea recta a medida que atraviesa la atmósfera debido a la variación en la densidad del aire en función de la altura. Esta refracción se debe a que la velocidad de la luz a través del aire disminuye (el índice de refracción aumenta) con el aumento de la densidad. La refracción atmosférica cerca del suelo produce espejismos. Tal refracción también puede subir o bajar, o estirar o acortar, las imágenes de objetos distantes sin involucrar espejismos. El aire turbulento puede hacer que los objetos distantes parezcan centellear o brillar. El término también se aplica a la refracción del sonido. La refracción atmosférica se considera al medir la posición de los objetos celestes y terrestres.
La refracción astronómica o celeste hace que los objetos astronómicos parezcan más altos sobre el horizonte de lo que realmente están. Aproximadamente un minuto de arco entre el cenit y el horizonte astronómico, pero normalmente es de más de 30 minutos de arco (medio grado) en el horizonte. A veces el Efecto Nueva Zembla, "la refracción horizontal puede superar los dos grados".
La refracción terrestre generalmente hace que los objetos terrestres parezcan más altos de lo que realmente son, aunque por la tarde, cuando el aire cerca del suelo se calienta, los rayos pueden curvarse hacia arriba haciendo que los objetos parezcan más bajos de lo que realmente son. Es menor que la astronómica y apenas perceptible a simple vista, unos pocos segundos de arco o menos, pero " es enorme en comparación con los errores de medición en la topografía".

Existen muchas formas de averiguar la refracción atmosférica o astronómica, la más indicada en astronomía resulta de la comparación entre la altura real (sin considerar la atmósfera) de un astro y la aparente (considerando atmósfera). A dicha diferencia de alturas la vamos a denominar R y su unidad de medida será la misma que la de un ángulo, debido a su pequeña escala se emplea a menudo segundos sexagesimales. El efecto de la refracción R sobre la altura de un astro hace que la altura aparente sea mayor que la real, eleva al astro, de modo que se dará la relación: hreal = haparente - R. Una fórmula rápida para una altitud superior a unos 20 grados asumiendo una refracción "estándar" es:
{\displaystyle R=57/\tan(a)}
Donde: {\displaystyle R=} la cantidad de refracción en segundos de arco.

             {\displaystyle a=} la altura real del objeto.
Este fenómeno hace que el Sol, la Luna y las estrellas se vean siempre por encima de su posición real y por eso se denomina en astronomía a la posición de los astros posición aparente (modificada por la refracción) o posición real (considerando que no hay atmósfera). Por ejemplo: un eclipse selenelion, un falso amanecer y un falso atardecer.
La refracción no solo afecta a los rayos de luz visible, sino a toda la radiación electromagnética, aunque en mayor o menor grado. Por ejemplo, en el espectro visible, el azul se ve más afectado que el rojo. Esto puede hacer que los objetos astronómicos aparezcan dispersos en un espectro en imágenes de alta resolución.

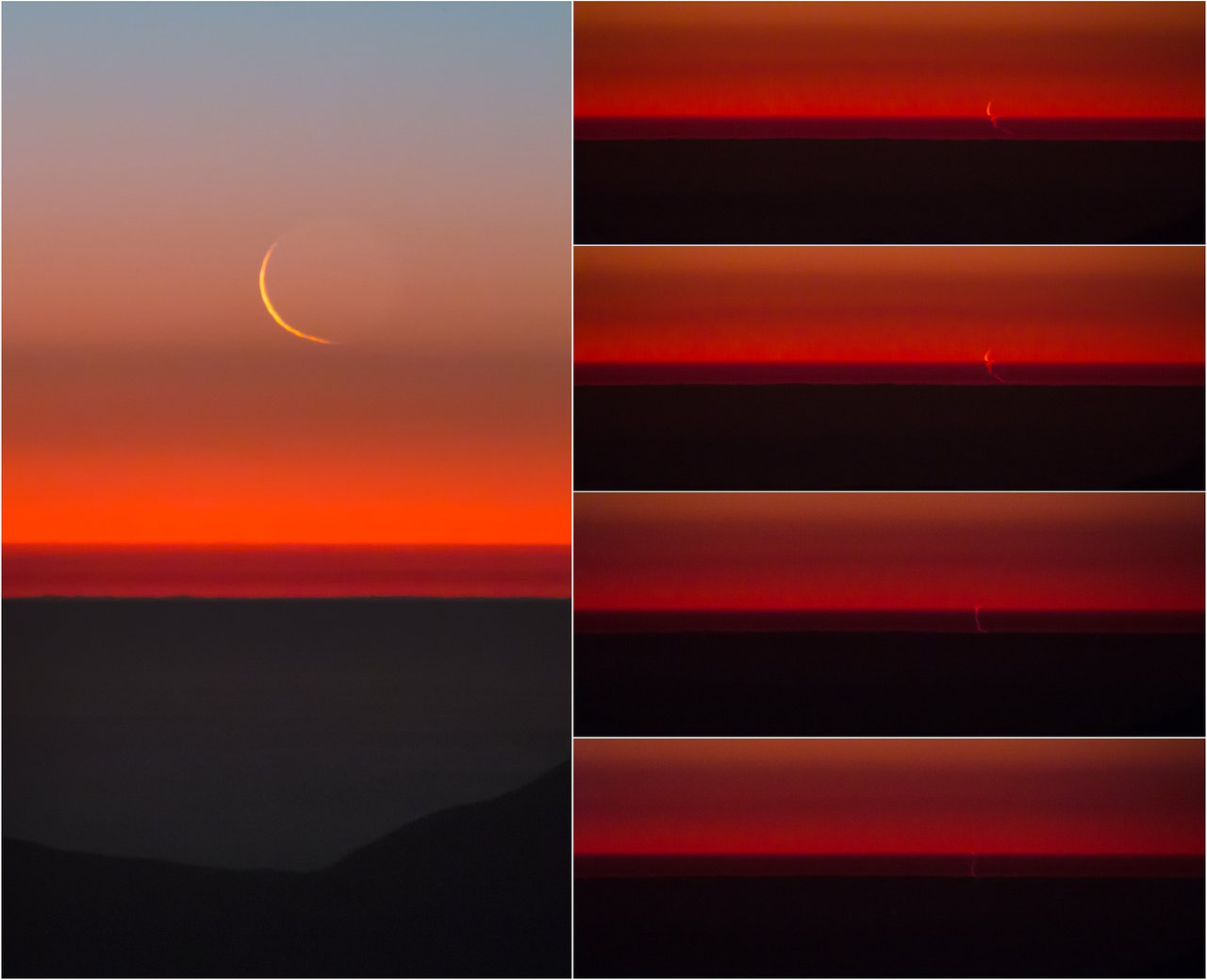
La atmósfera refracta la imagen de una Luna creciente cuando se pone en el horizonte.

Siempre que sea posible, los astrónomos programarán sus observaciones alrededor de los momentos de culminación, cuando los objetos celestes están más altos en el cielo. Asimismo, los navegantes no apuntan con un sextante una estrella por debajo de los 20° sobre el horizonte. Si no se pueden evitar las observaciones de objetos cerca del horizonte, es posible equipar un telescopio óptico con sistemas de control para compensar el cambio causado por la refracción. Si la dispersión también es un problema (en el caso de observaciones de alta resolución de banda ancha), también se pueden emplear correctores de refracción atmosférica (hechos de pares de prismas de vidrio giratorios).
Dado que la cantidad de refracción atmosférica es una función de la tasa de lapso adiabático, la temperatura, la presión y la humedad (la cantidad de vapor de agua, que es especialmente importante en las longitudes de onda infrarroja promedia), la cantidad de esfuerzo necesario para una compensación exitosa puede ser prohibitiva. La refracción es un problema más serio para en geodesia que en astronomía. Los topógrafos, por otro lado, suelen programar sus observaciones por la tarde, cuando la magnitud de la refracción es mínima (véase Refracción de nivelación).
La refracción atmosférica se vuelve más severa cuando los gradientes de temperatura son fuertes, y la refracción no es uniforme cuando la atmósfera es heterogénea, como cuando ocurre turbulencia en el aire. Esto provoca condiciones de visión subóptimas, como el centelleo de las estrellas y varias deformaciones de la forma aparente del Sol poco antes de la puesta del Sol o después de la salida del sol.

## Refracción astronómica

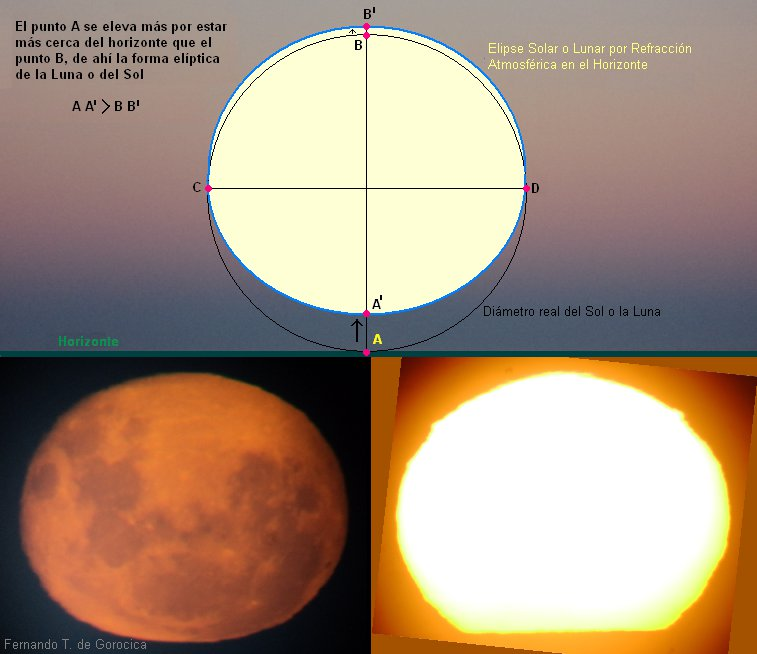
La refracción distorsiona el disco solar y lunar en una forma desigual a medida que se pone en el horizonte inferior.

Timelapse de imágenes de la Luna distorsionada gradualmente por la atmósfera tomadas de la Expedición 15 en la Estación Espacial Internacional por Clayton Anderson.

La refracción astronómica se ocupa de la posición angular de los cuerpos celestes, su apariencia como fuente puntual y, a través de la refracción diferencial, la forma de cuerpos extendidos como el Sol y la Luna.
La refracción atmosférica de la luz de una estrella es cero en el cenit, menos de 1′ (un minuto de arco ) a 45° de altitud aparente, y todavía solo 5,3′ a 10° de altitud; aumenta rápidamente a medida que la altitud disminuye, alcanzando 9,9' a 5° de altitud, 18,4' a 2° de altitud y 35,4' en el horizonte; todos los valores son para 10 °C y 1013,25 hPa en la parte visible del espectro.
En el horizonte, la refracción es ligeramente mayor que el diámetro aparente del Sol, por lo que cuando la parte inferior del disco solar parece tocar el horizonte, la altitud real del Sol es negativa. Si la atmósfera desapareciera repentinamente en este momento, uno no podría ver el sol, ya que estaría completamente debajo del horizonte. Por convención, la salida y la puesta del Sol se refieren a los momentos en los que la extremidad superior del Sol aparece o desaparece del horizonte y el valor estándar de la altitud real del Sol es −50': −34' para la refracción y −16' para la reflexión del semidiámetro del Sol. La altitud de un cuerpo celeste normalmente se da para el centro del disco del cuerpo. En el caso de la Luna, se necesitan correcciones adicionales para el paralaje horizontal de la Luna y su semidiámetro aparente; ambos varían con la distancia Tierra-Luna.
La refracción cerca del horizonte es muy variable, principalmente debido a la variabilidad del gradiente de temperatura cerca de la superficie de la Tierra y la sensibilidad geométrica de los rayos casi horizontales a esta variabilidad. Ya en 1830, Friedrich Bessel descubrió que incluso después de aplicar todas las correcciones de temperatura y presión (pero no para el gradiente de temperatura) en el observador, las mediciones de refracción altamente precisas variaban en ±0,19 ′ a dos grados sobre el horizonte y en ± 0.50 ′ a medio grado sobre el horizonte. Por debajo del horizonte se han observado valores de refracción significativamente más altos que el valor nominal de 35,4 'en una amplia gama de climas. Georg Constantin Bouris midió una refracción de hasta 4° para las estrellas en el horizonte en el Observatorio de Atenas y, durante su desafortunada expedición Endurance, Ernest Shackleton registró una refracción de 2°37′:
“El Sol que había hecho 'positivamente su última aparición' siete días antes nos sorprendió al levantar más de la mitad de su disco sobre el horizonte el 8 de mayo. Un resplandor en el horizonte norte se convirtió en el Sol a las 11 am de ese día. Un cuarto de hora después, el visitante irrazonable volvió a desaparecer, solo para levantarse nuevamente a las 11:40 a. m., ponerse a la 1:00 p. m., levantarse a las 1:10 p. m. y ponerse lentamente a las 1:20 p. m. Estos curiosos fenómenos se debían a la refracción que ascendía a 2° 37' a las 13:20 horas. La temperatura estaba 15° por debajo de 0° Fahr., y calculamos que la refracción estaba 2° por encima de lo normal”.
Las variaciones diarias en el clima afectarán las horas exactas de la salida y la puesta del sol, así como la salida y la puesta de la Luna y, por esa razón, generalmente no tiene sentido dar la salida y la puesta con mayor precisión. que el minuto más cercano. Los cálculos más precisos pueden ser útiles para determinar los cambios diarios en los tiempos de subida y puesta que ocurrirían con el valor estándar de refracción si se entiende que los cambios reales pueden diferir debido a variaciones impredecibles en la refracción.
Debido a que la refracción atmosférica es nominalmente 34′ en el horizonte, pero solo 29′ a 0,5 ° por encima de él, el Sol poniente o naciente parece aplanarse unos 5′ (alrededor de 1/6 de su diámetro aparente).

### Cálculo de la refracción

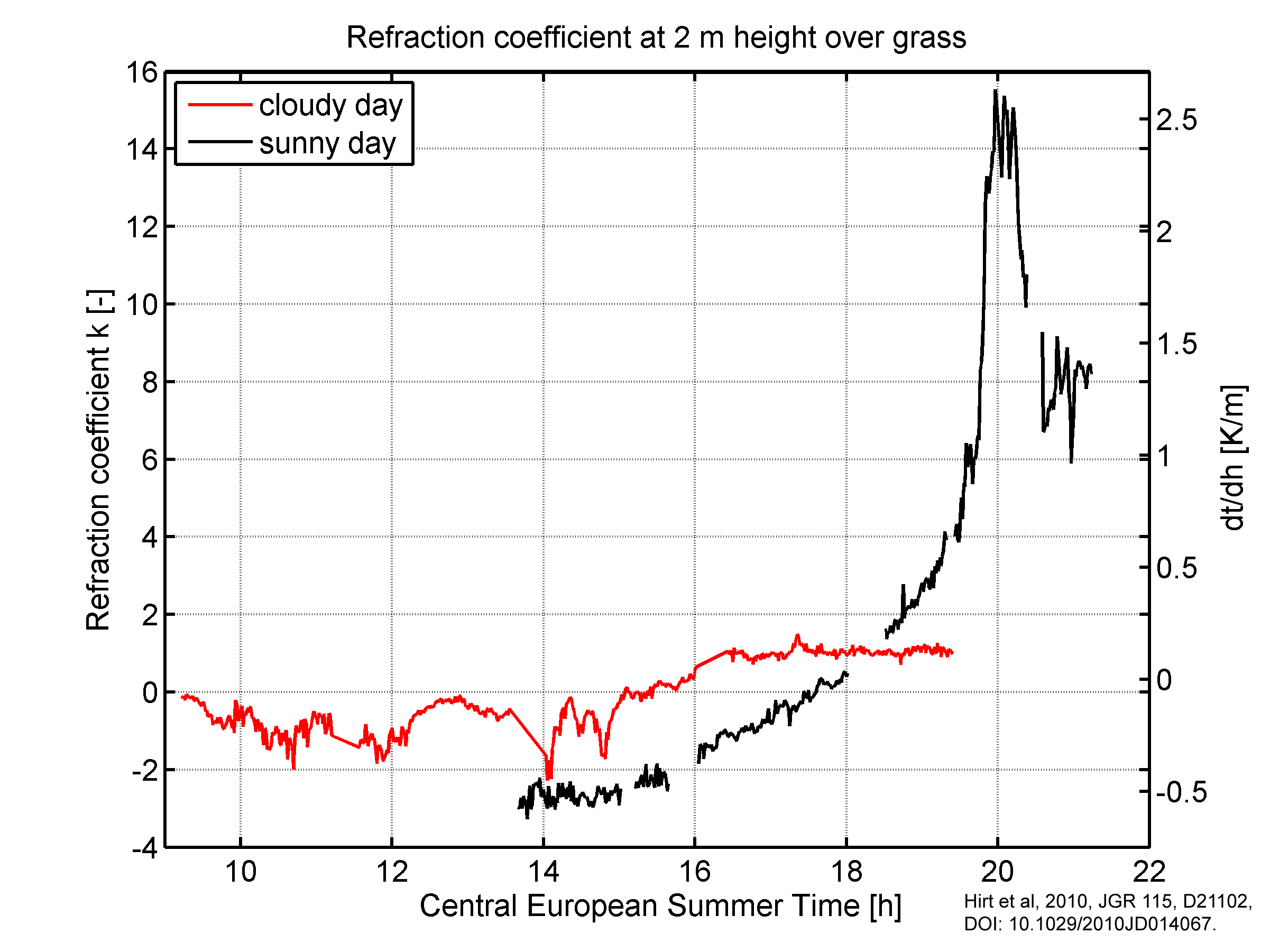
Coeficiente de refracción en la baja atmósfera.

Young distinguió varias regiones en las que se aplicaban diferentes métodos para calcular la refracción astronómica. En la porción superior del cielo, con una distancia cenital de menos de 70° (o una altitud superior a 20°), varias fórmulas de refracción simples basadas en el índice de refracción (y por lo tanto en la temperatura, presión y humedad) en el observador son adecuados. Entre 20° y 5° del horizonte el gradiente de temperatura se convierte en el factor dominante y la integración numérica, usando un método como el de Auer y Standish y empleando el gradiente de temperatura de la atmósfera estándar y las condiciones medidas en el observador, se requiere. Más cerca del horizonte, las mediciones reales de los cambios con la altura del gradiente de temperatura local deben emplearse en la integración numérica. Por debajo del horizonte astronómico, la refracción es tan variable que solo se pueden hacer estimaciones aproximadas de la refracción astronómica; por ejemplo, la hora observada del amanecer o del atardecer puede variar varios minutos de un día a otro. Como señala The Nautical Almanac, "los valores reales de... la refracción a bajas altitudes pueden, en condiciones atmosféricas extremas, diferir considerablemente de los valores medios utilizados en las tablas".

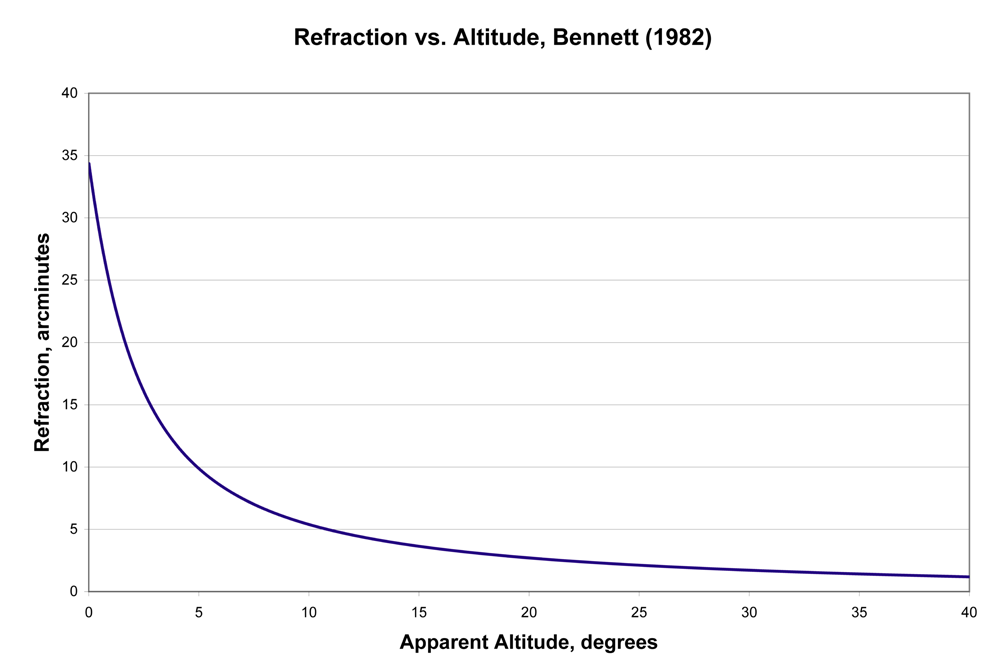
Gráfico de refracción frente a altitud utilizando la fórmula de Bennett de 1982.

Se han desarrollado muchas fórmulas diferentes para calcular la refracción astronómica; son razonablemente consistentes, se diferencian entre sí por unos pocos minutos de arco en el horizonte y se vuelven cada vez más consistentes a medida que se acercan al cenit. Las formulaciones más simples implicaban nada más que la temperatura y la presión en el observador, las potencias de la cotangente de la altitud aparente del cuerpo astronómico y, en términos de orden superior, la altura de una atmósfera homogénea ficticia. La versión más simple de esta fórmula, que Smart sostuvo que solo es precisa dentro de los 45 ° del cenit, es:
{\displaystyle R=(n_{0}-1)\cot h_{\mathrm {a} }\,,}
donde R es la refracción en radianes, n0 es el índice de refracción en el observador (que depende de la temperatura, la presión y la humedad) y ha es el ángulo de altitud aparente del cuerpo astronómico.
Una versión en línea de esta ecuación y otras está disponible aquí (usa mbar en lugar de kPa; 1 kPa = 10 mbar, también tiene la opción de usar mm de Mercurio como se encuentra a menudo en los barómetros).
George Comstock desarrolló una primera aproximación simple de esta forma, que incorporaba directamente la temperatura y la presión en el observador:
{\displaystyle R={\frac {21.5b}{273+t}}\cot h_{\mathrm {a} }\,,}
donde R es la refracción en segundos de arco, b es la presión atmosférica en milímetros de mercurio y t es la temperatura en Celsius. Comstock consideró que esta fórmula daba resultados dentro de un segundo de arco de los valores de Bessel para la refracción desde 15° sobre el horizonte hasta el cenit.
Una expansión adicional en términos de la tercera potencia de la cotangente de la altitud aparente incorpora H0, la altura de la atmósfera homogénea, además de las condiciones habituales en el observador:
{\displaystyle R=(n_{0}-1)(1-H_{0})\cot h_{\mathrm {a} }-(n_{0}-1)[H_{0}-{\frac {1}{2}}(n_{0}-1)]\cot ^{3}h_{\mathrm {a} }.}
Una versión de esta fórmula se utiliza en los Estándares de Astronomía Fundamental de la Unión Astronómica Internacional (UAI); una comparación del algoritmo de la UAI con procedimientos de trazado de rayos más rigurosos indicó un acuerdo dentro de los 60 milisegundos de arco a altitudes superiores a 15°.

#### Fórmula de Bennett

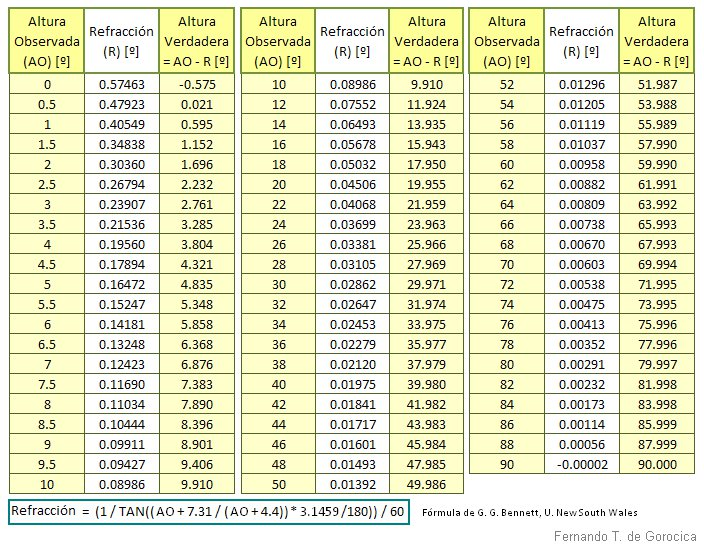
Tabla que muestra la Altura Observada (AO, o aparente), la Refracción Atmosférica correspondiente y la altura verdadera según la fórmula de Bennett: R = (1/tan((AO+73.1/(AO+4.4))*3.1459/180))/60.

Bennett desarrolló otra fórmula empírica simple para calcular la refracción a partir de la altitud aparente que da la refracción R en minutos de arco:
{\displaystyle R=\cot \left(h_{\mathrm {a} }+{\frac {7.31}{h_{\mathrm {a} }+4.4}}\right)\ ,}
o en el caso de que la función trigonométrica calculada sea realmente la tangente (cot = 1/tan):
{\displaystyle R={\frac {60''}{\tan {\left(h_{o}+{\frac {7,31}{h_{o}+4,4}}\right)}}}}
Una de las principales características de esta fórmula es que se puede ver cómo decrece el valor de la refracción en función de la altura. Se ha supuesto en la fórmula que las condiciones de presión atmosférica y temperatura son los estándares y que la longitud de onda corresponde a la más sensible para el ojo humano.
Esta fórmula se utiliza en el software de astrometría vectorial del Observatorio Naval de los Estados Unidos, y se informa que es consistente con el algoritmo más complejo de Garfinkel dentro de 0.07' en todo el rango desde el cenit hasta el horizonte. Sæmundsson desarrolló una fórmula inversa para determinar la refracción a partir de la altitud real; si h es la altitud verdadera en grados, la refracción R en minutos de arco viene dada por
{\displaystyle R=1.02\cot \left(h+{\frac {10.3}{h+5.11}}\right)\,;}
la fórmula es consistente con la de Bennett dentro de 0.1′. Las fórmulas de Bennet y Sæmundsson suponen una presión atmosférica de 101,0 kPa y una temperatura de 10 °C; para diferentes presiones P y temperaturas T, la refracción calculada a partir de estas fórmulas se multiplica por
{\displaystyle {\frac {P}{101}}\,{\frac {283}{273+T}}}
La refracción aumenta aproximadamente un 1% por cada 0,9 aumento de kPa en la presión, y disminuye aproximadamente un 1% por cada 0,9 Disminución de kPa en la presión. De manera similar, la refracción aumenta aproximadamente un 1% por cada 3 °C de disminución de la temperatura, y disminuye aproximadamente un 1% por cada 3 °C de aumento de la temperatura.

### Efectos de la refracción
La refracción atmosférica hace que el Sol, la Luna y las estrellas se vean siempre por encima de su posición real y por eso se denomina en astronomía a la posición de los astros posición aparente (modificada por la refracción) o posición real (considerando que no hay atmósfera). Por ejemplo: un eclipse selenelion, un falso amanecer y un falso atardecer.

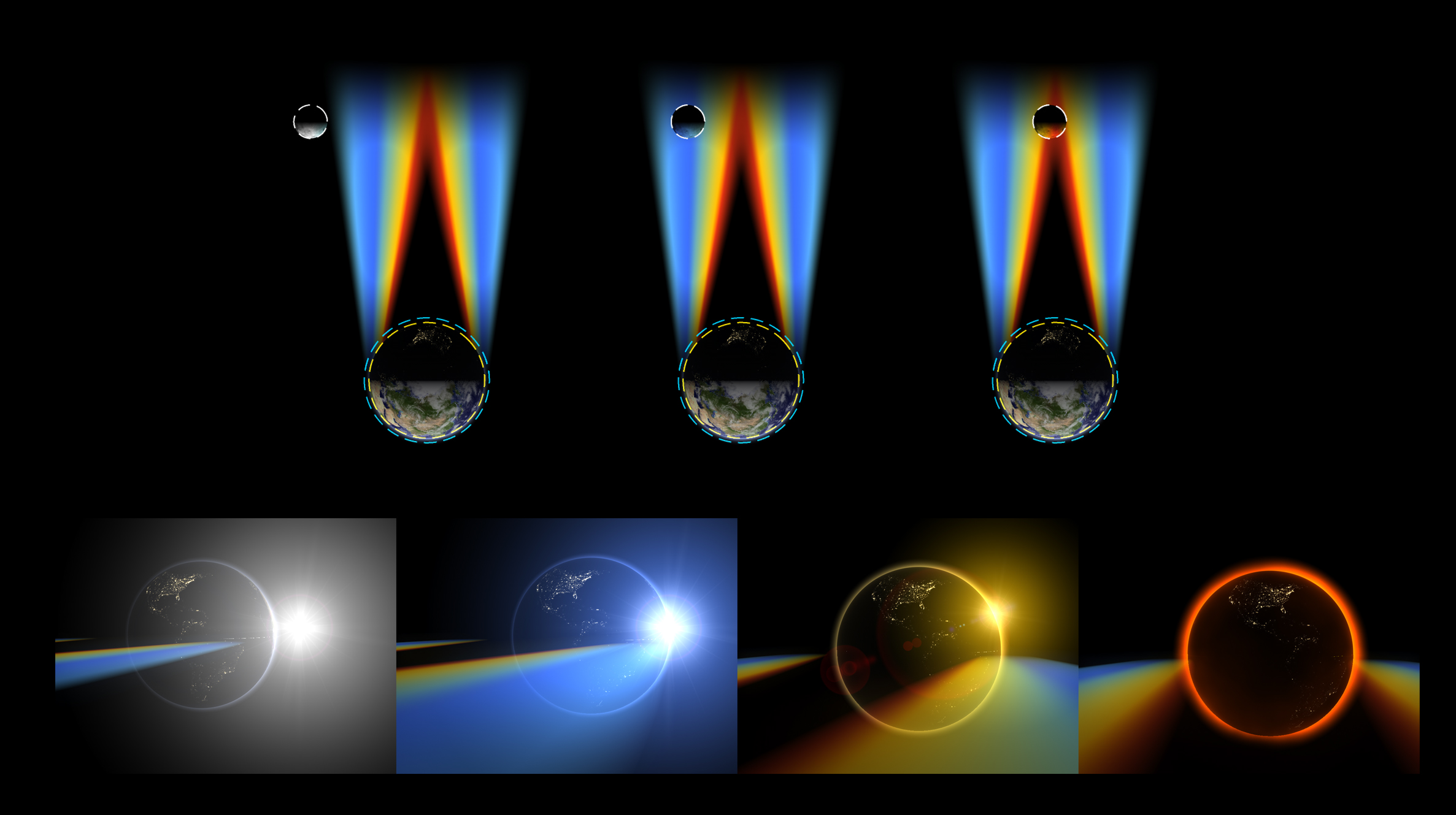
Debido a la refracción atmosférica, la Luna se enrojece a medida que es eclipsada por la sombra de la Tierra.

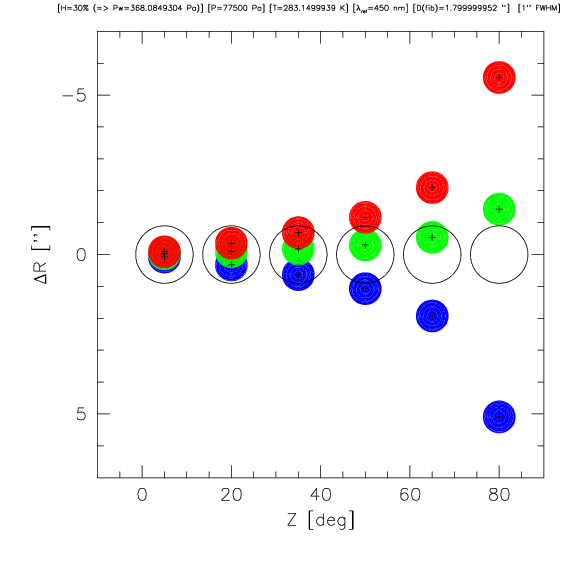
Dispersión atmosférica para el color azul, verde y rojo en diferentes ángulos de telescopio.

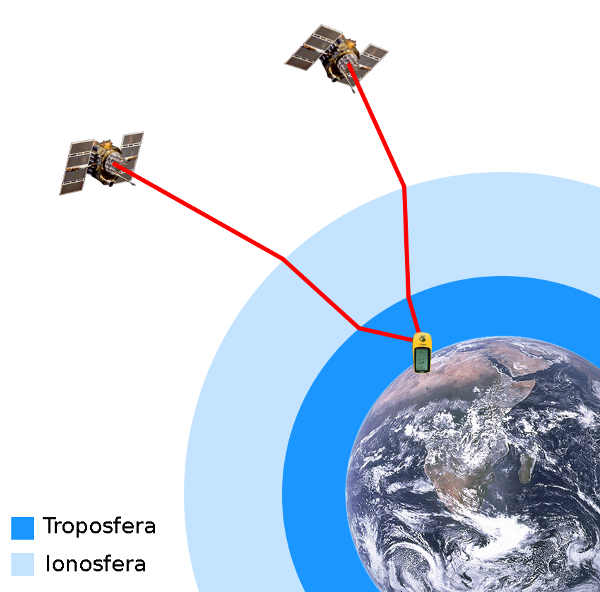
Efecto de la atmósfera en la propagación de la señal GPS.

La dispersión atmosférica se refiere a los diferentes grados de refracción de la luz de diferentes longitudes de onda. La luz azul se refracta más que la roja, por lo que el borde superior de los objetos celestes observados se alinea en azul, mientras que el borde inferior es rojo. Esto causa el color rojizo en el ocaso y los eclipses lunares. La refracción atmosférica también permite la ocurrencia de un eclipse lunar cuando tanto el Sol como una Luna eclipsada (total o parciamente) se pueden observar al mismo tiempo, llamado eclipse selenelion, similar un falso amanecer o falso atardecer.
A una altura astronómica de 45°, la dispersión entre la luz azul y la roja es superior a 1" y, por lo tanto, limita el poder de resolución de los telescopios desde una apertura de aproximadamente 100 mm. Este efecto se puede ver muy claramente en Venus, Mercurio u otros objetos brillantes y bajos observados con un aumento relativamente bajo. Es claramente perceptible en ángulos de elevación inferiores a unos 20°. 
Mientras uno solo observe en un rango espectral de banda estrecha, la dispersión atmosférica solo juega un papel subordinado. Se puede corregir parcialmente en cámaras de color electrónicas con un sensor de color RGB, así como en tomas individuales con filtros RGB superponiendo las 3 separaciones de color para rojo, verde y azul ligeramente desplazadas según la dispersión atmosférica para formar una imagen en color utilizando un software adecuado.
Durante mucho tiempo, los grandes telescopios profesionales han tenido un corrector de ajuste variable en la trayectoria del haz, con el que se pueden corregir los efectos de la dispersión atmosférica en función de la altitud y se puede mantener la resolución del telescopio incluso cuando se registra en todo el rango espectral accesible.

Desde hace un tiempo también existen correctores más o menos complejos para telescopios de aficionados, los llamados “Compensadores de Dispersión Atmosférica” o “Atmospheric Dispersion Compensator” en inglés, abreviado ADC.

La imagen animada de la superficie de la Luna muestra los efectos de la turbulencia atmosférica.

La radio ocultación es un fenómeno ligado a la refracción de las ondas electromagnéticas de una señal GPS durante su trayectoria por la troposfera y la ionosfera. Para arreglar esto, un GPS puede usar dos frecuencias separadas para minimizar el error de velocidad de propagación.
La turbulencia en la atmósfera de la Tierra dispersa la luz de las estrellas, haciéndolas parecer más brillantes y más débiles en una escala de tiempo de milisegundos . Los componentes más lentos de estas fluctuaciones son visibles como parpadeo (también llamado centelleo).
La turbulencia también provoca pequeños movimientos esporádicos de la imagen de la estrella y produce rápidas distorsiones en su estructura. Estos efectos no son visibles a simple vista, pero pueden verse fácilmente incluso con telescopios pequeños. Perturban las condiciones de observación astronómica. Algunos telescopios emplean óptica adaptativa para reducir este efecto.

## Refracción terrestre

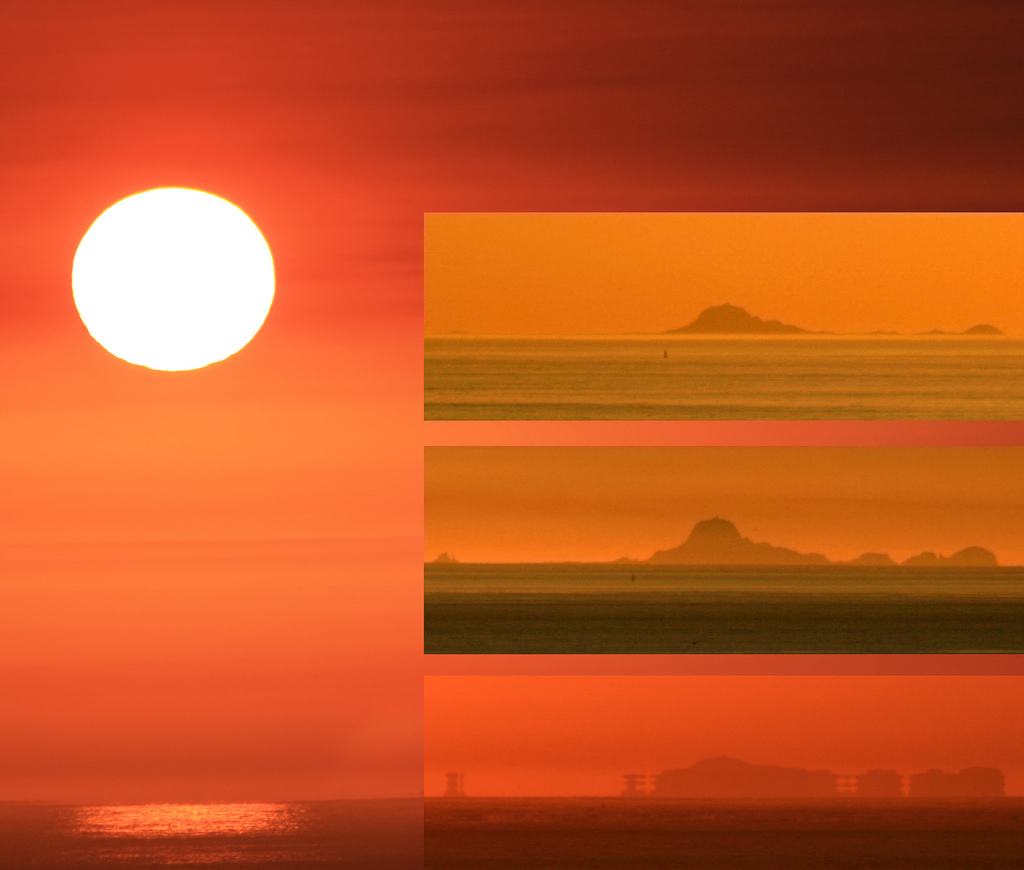
Tres fotos de Los Farallones desde la misma ubicación, que muestran la diferencia de visibilidad bajo distintos efectos de la refracción atmosférica.

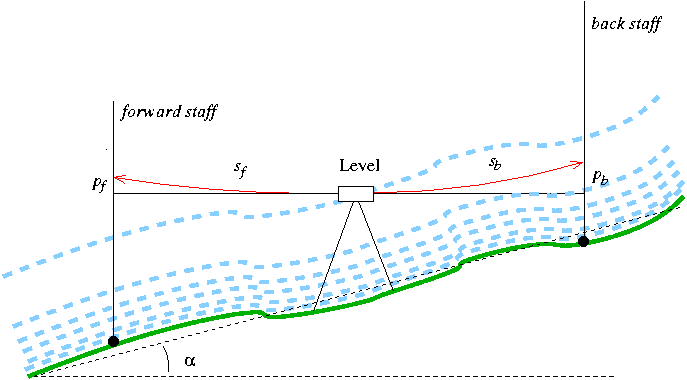
Efectos de la refracción terrestre en la nivelación topográfica.

La refracción terrestre, a veces llamada refracción geodésica, se ocupa de la posición angular aparente y la distancia medida de los cuerpos terrestres. Los espejismos son generalmente imágenes de objetos terrestres refractados. La refracción terrestre es de especial interés para la producción de mapas y levantamientos precisos. Dado que la línea de visión en la refracción terrestre pasa cerca de la superficie terrestre, la magnitud de la refracción depende principalmente del gradiente de temperatura cerca del suelo, que varía ampliamente en diferentes momentos del día, estaciones del año, la naturaleza del terreno, el estado del clima y otros factores.
[L]a refracción terrestre es menor [que la astronómica]. Pero aun así, rara vez es inferior a 1/15 de la distancia angular de un objeto al observador, visto desde el centro de la Tierra. Teniendo en cuenta la regla de que “un minuto [de arco en la superficie de la Tierra] es una milla [náutica]”, se puede ver que la refracción terrestre suele ser de varios segundos de arco para objetos relativamente cercanos, y puede fácilmente ascender a varios minutos de arco para montañas distantes.
La refracción terrestre ocurre con cada medición geodésica en la superficie de la Tierra y contrarresta la curvatura de la Tierra en aproximadamente una séptima parte. Este factor se llama coeficiente de refracción (símbolo habitual k) y fue determinado con precisión por Carl Friedrich Gauss alrededor de 1826. En el estudio topográfico del Estado de Hannover, Gauss recibió un valor promedio del 13% de la curvatura de la tierra (k = 0,14).
Como aproximación común, la refracción terrestre se considera como una curvatura constante del rayo de luz o línea de visión, en la que se puede considerar que el rayo describe una trayectoria circular. Una medida común de refracción es el coeficiente de refracción. Desafortunadamente, hay dos definiciones diferentes de este coeficiente. Uno es la relación entre el radio de la Tierra y el radio de la línea de visión, el otro es la relación entre el ángulo que la línea de visión subtiende en el centro de la Tierra y el ángulo de refracción medido en el observador. Dado que la última definición solo mide la curvatura del rayo en un extremo de la línea de visión, es la mitad del valor de la definición anterior.
El coeficiente de refracción está directamente relacionado con el gradiente de temperatura vertical local y la temperatura y presión atmosféricas. La versión más grande del coeficiente k, que mide la relación entre el radio de la Tierra y el radio de la línea de visión, viene dada por:
{\displaystyle k=503{\frac {P}{T^{2}}}\left(0.0343+{\frac {dT}{dh}}\right),}
donde la temperatura T se da en kelvins, la presión P en milibares y la altura h en metros. El ángulo de refracción aumenta con el coeficiente de refracción y con la longitud de la línea de visión.
Aunque la línea recta desde su ojo hasta una montaña distante puede estar bloqueada por una colina más cercana, el rayo puede curvarse lo suficiente como para hacer visible el pico distante. Un método conveniente para analizar el efecto de la refracción en la visibilidad es considerar un radio efectivo incrementado de la Tierra Reff, dado por
{\displaystyle R_{\text{eff}}={\frac {R}{1-k}},}
donde R es el radio de la Tierra y k es el coeficiente de refracción. Según este modelo, el rayo puede considerarse una línea recta en una Tierra de radio aumentado.
La curvatura del rayo refractado en segundos de arco por metro se puede calcular usando la relación
{\displaystyle {\frac {1}{\sigma }}=16.3{\frac {P}{T^{2}}}\left(0.0342+{\frac {dT}{dh}}\right)\cos \beta }
donde 1/σ es la curvatura del rayo en segundos de arco por metro, P es la presión en milibares, T es la temperatura en kelvins y β es el ángulo del rayo con la horizontal. Multiplicando la mitad de la curvatura por la longitud de la trayectoria del rayo se obtiene el ángulo de refracción en el observador. Para una línea de visión cerca del horizonte, coseno β difiere poco de la unidad y puede ignorarse. Esto produce
{\displaystyle \Omega =8.15{\frac {LP}{T^{2}}}\left(0.0342+{\frac {dT}{dh}}\right),}
donde L es la longitud de la línea de visión en metros y Ω es la refracción en el observador medida en segundos de arco.
Una aproximación simple es considerar que la altitud aparente de una montaña a la vista (en grados) excederá su altitud real por su distancia en kilómetros dividida por 1500. Esto supone una línea de visión bastante horizontal y una densidad de aire ordinaria; si la montaña es muy alta (gran parte de la línea de visión está en el aire más delgado), divida por 1600 en su lugar.[cita requerida]

## Lectura adicional
- Lehn, Waldemar H.; van der Werf, Siebren (2005). «Atmospheric refraction: a history». Applied Optics 44 (27): 5624-5636. Bibcode:2005ApOpt..44.5624L. ISSN 0003-6935. PMID 16201423. doi:10.1364/AO.44.005624.
- Filippenko, A. V. (1982). «The importance of atmospheric differential refraction in spectrophotometry». Publ. Astron. Soc. Pac. 94: 715-721. Bibcode:1982PASP...94..715F. doi:10.1086/131052.
- Hotine, Martin (1969), «Atmospheric Refraction», Mathematical Geodesy, ESSA Monograph 2, Washington, DC: U.S. Department of Commerce, Environmental Science Services Administration, Bibcode:1969mage.book.....H.
- Nener, Brett D.; Fowkes, Neville; Borredon, Laurent (2003), «Analytical modesl of optical refraction in the troposphere», J. Opt. Soc. Am. 20 (5): 867-875, Bibcode:2003JOSAA..20..867N, PMID 12747434, doi:10.1364/JOSAA.20.000867.
- Thomas, Michael E.; Joseph, Richard I. (1996), «Astronomical Refraction», Johns Hopkins APL Technical Digest 17: 279-284.
- Wang, Yu (20 de marzo de 1998), «Very High-Resolution Space Telescope Using the Earth Atmosphere as the Objective Lens»,  en Bely, Pierre Y; Breckinridge, James B, eds., Space Telescopes and Instruments V (Jet Propulsion Laboratory) 3356: 665, Bibcode:1998SPIE.3356..665W, doi:10.1117/12.324434.
- Kipping, David (18 de julio de 2019), «The "Terrascope": On the Possibility of Using the Earth as an Atmospheric Lens», Publications of the Astronomical Society of the Pacific (Columbia University) 131 (1005): 114503, Bibcode:2019PASP..131k4503K, doi:10.1088/1538-3873/ab33c0.